# Manuel I. Charitopoulos
Manuel I. Charitopoulos (griechisch Μανουήλ Α΄ Χαριτόπουλος), auch Manuel Sarantenos/Karantenos (Μανουήλ K/Σαραντηνός) war Patriarch von Konstantinopel im Exil in Nikaia (1217–1222).

## Leben
Manuel war Diakon in Konstantinopel und trug den Titel hypatos ton philosophon (Höchster der Philosophen). Dessen Bedeutung in dieser Epoche ist unsicher, vielleicht handelte es sich um einen Ehrentitel der Philosophenschule in der Hauptstadt. 1204 verließ er Konstantinopel nach dem Fall der Stadt an die Kreuzfahrer.
Im Dezember 1216 oder Januar 1217 wurde er zum Patriarchen von Konstantinopel gewählt; seine Inthronisierung erfolgte im März 1217. Manuel war beteiligt an Verhandlungen zwischen Kaiser Theodor I. Laskaris und dem lateinischen Kaiser von Konstantinopel Robert von Courtenay über einen Friedensschluss und die Heirat von Robert mit Eudokia, der Tochter Theodors. Manuel verweigerte die Zustimmung zur Eheschließung aus kirchenrechtlichen Gründen, da Theodor mit Marie de Courtenay, einer Schwester Roberts, verheiratet war. Eine Ehe von Robert mit Eudokia, der Tochter Theodors, war daher aufgrund des geltenden Inzestverbotes nicht möglich.
Manuel starb 1222.